# Xi Aihua
Xi Aihua (en chino: 奚爱华; Shouguang, 27 de enero de 1982) es una deportista china que compitió en remo.
Participó en los Juegos Olímpicos de Pekín 2008, obteniendo una medalla de oro en la prueba de cuatro scull. Ganó una medalla de bronce en el Campeonato Mundial de Remo de 2007.

## Palmarés internacional
| Juegos Olímpicos   | Juegos Olímpicos  | Juegos Olímpicos  | Juegos Olímpicos |
| Año                | Lugar             | Medalla           | Prueba           |
| ------------------ | ----------------- | ----------------- | ---------------- |
| 2008               | Pekín (China)     | Medalla de oro    | Cuatro scull     |
| Campeonato Mundial |                   |                   |                  |
| Año                | Lugar             | Medalla           | Prueba           |
| 2007               | Múnich (Alemania) | Medalla de bronce | Cuatro scull     |